# Saccolabiopsis pumila
Saccolabiopsis pumila är en orkidéart som beskrevs av Leslie Andrew Garay. Saccolabiopsis pumila ingår i släktet Saccolabiopsis och familjen orkidéer. Inga underarter finns listade i Catalogue of Life.